# Activités de la CIA en Hongrie
 (février 2023).
L'implication de la CIA en Hongrie de 1950 à 1957 et à nouveau en 1989 consistait en une collecte clandestine de renseignements, des opérations psychologiques grises et des activités de contre-espionnage. Comme indiqué dans le livre Broadcasting Freedom: The Cold War Triumph of Radio Free Europe and Radio Liberty, une organisation appelée Radio Free Europe/Radio Liberty (RFE), a été financée à l'époque par la CIA pour diffuser dans la Hongrie d'au moins de 1950 à 1956. Cependant, RFE n'a opéré sur aucune directive pour fomenter la révolution.

## Opérations psychologiques grises

### Hongrie, 1956

#### Collecte clandestine de renseignements
La CIA avait un officier, Geza Katona, en Hongrie de 1950 à 1957, et pendant plusieurs années, cette personne a passé « 95 % » de son temps à des « tâches de couverture ». « Il envoyait des lettres, achetait des timbres et de la papeterie... », entre autres « tâches de soutien ». Au moment de la Révolution de l'automne 1956, il est consacré aux contacts officiels, à la couverture diplomatique et aux entretiens avec les visiteurs hongrois. La CIA a été complètement surprise par la révolution hongroise de 1956. Un rapport du Service Clandestin (CS) de la CIA sur les événements, écrit en 1958, a déclaré : « Cette situation à couper le souffle et inimaginable a non seulement pris de nombreux Hongrois au dépourvu, mais nous a également pris au dépourvu, pour lesquels nous pouvons difficilement blâmable puisque nous n'avions aucune information interne, peu d'informations externes et que nous ne pouvions pas lire dans les pensées des Russes. »
Après le déclenchement de la révolte, Katona a demandé des conseils politiques concernant les armes et les munitions. Le 28 octobre, le quartier général a répondu : « nous devons nous limiter à la collecte d'informations uniquement [et] ne pas nous impliquer dans quoi que ce soit qui révélerait l'intérêt des États-Unis ou donnerait lieu de réclamer une intervention… il n'était pas autorisé d'envoyer des armes américaines. » En fait, l'implication dans les histoires est que le transfert d'armes n'a jamais été sérieusement envisagé : « À cette date, personne n'avait vérifié précisément l'emplacement et la nature exacts des armes américaines ou autres dont disposait la CIA. Cela a finalement été fait au début de décembre » de 1956.
D'après les CS Histories, aucun groupe parrainé par les États-Unis n'a joué de rôle dans la révolution. « De petites unités de guerre psychologiques et paramilitaires ont vu le jour au début des années 1950 (y compris le Conseil national hongrois dirigé par Bela Varga), et des missions de reconnaissance occasionnelles ont eu lieu à cette époque, les perspectives de pénétration en Hongrie se sont détériorées en 1953 lorsque les contrôles ont été renforcés. par les forces de sécurité hongroises et « le peu de talent disponible » parmi les agents potentiels ont rendu les opérations transfrontalières essentiellement intenables. »
Les historiens de CS observent que « les auteurs écrivent sarcastiquement que si nous [la CIA] n'étions pas en mesure d'agir efficacement… l'armée est, était et sera toujours encore plus mal lotie... » à l'avenir, la CIA [devrait] garder les militaires « à distance » et ne faire que ce qui est nécessaire « pour qu'ils soient heureux. »
« Moscou a également été pris par surprise par la Révolution malgré les milliers de soldats soviétiques, d'officiers du KGB et d'informateurs du Parti présents en Hongrie. Plutôt que de comprendre les sources du mécontentement, il était plus facile pour les agents soviétiques et même les dirigeants de rejeter le blâme terriblement mal dirigé sur la CIA pour les troubles. Kliment Vorochilov a fait remarquer lors de la session du Présidium du 28 octobre : « Les services secrets américains sont plus actifs en Hongrie que les camarades Suslov et Mikoyan », se référant aux deux dirigeants du Parti envoyés à Budapest pour négocier un modus vivendi avec le nouveau gouvernement Nagy. À ce moment-là, les deux Présidium soviétiques avaient plus de membres actifs à Budapest que le seul officier de la CIA qui s'y trouvait. »
Après quelques jours d'indépendance, l'Union soviétique est intervenue avec une force massive, a écrasé la révolution et a ensuite exécuté le chef du gouvernement communiste mais rebelle, Imre Nagy, et le chef de l'armée, Pal Maleter.

#### Opérations psychologiques grises
En contradiction avec le récit ci-dessus, le livre de Weiner affirme que pendant la révolution hongroise de 1956.
- Il y a eu une augmentation massive des émissions de Radio Free Europe contrôlées par la CIA dirigées vers la Hongrie, soutenant les révolutionnaires, encourageant la résistance violente contre les troupes soviétiques d'occupation.
- Radio Free Europe a attaqué Imre Nagy, le chef du gouvernement national porté au pouvoir par la révolution, en tant qu'allié soviétique et a favorisé le cardinal József Mindszenty comme nouveau chef de la Hongrie.
- La CIA a amplifié et rediffusé les transmissions radio à faible puissance des combattants hongrois vers la Hongrie.

La CIA conteste ce récit, déclarant dans une critique du livre de Weiner que : 

« Il y a pour le moins une érudition bâclée dans le récit de la révolution hongroise de 1956, qui entre les mains de Weiner devient une tragi-comédie, avec Frank Wisner ordonnant à Radio Free Europe (RFE) d'inciter à la violence contre le régime communiste et contre les troupes soviétiques envahissantes - seulement voir le soulèvement écrasé. L'une des principales sources de Weiner pour son affirmation de la culpabilité de la CIA est une note de service de RFE New York, prétendument le résultat des « exhortations » de Wisner à la violence, disant au personnel hongrois de la radio à Munich que « toutes les contraintes ont disparu. Sans tabou. » »

C'est un problème important pour la thèse de Weiner selon laquelle Wisner en 1956 n'avait en fait aucune implication directe dans RFE et que le mémo a été produit après la fin du soulèvement et traitait de rhétorique, pas de violence. Weiner signale également une émission de RFE qui prédisait que les États-Unis viendraient en aide aux combattants de la liberté hongrois, sans reconnaître que le radiodiffuseur faisait une revue de presse après l'invasion soviétique et citait — par son nom — un éditorial du London Observer, et que même ainsi, c'était une violation de la politique de RFE, ou que c'était le seul exemple d'un soupçon implicite d'assistance en deux semaines de diffusion continue vers la Hongrie. L'idée que RFE fomentait la violence à la demande de Frank Wisner n'est soutenue ni par les sources de Weiner ni par d'autres sources qu'il n'a pas citées.

### Hongrie, 1989

#### Contre-espionnage
Edward Lee Howard, l'un des transfuges les plus dommageables de la CIA, a été expulsé de Hongrie à la demande des États-Unis. Howard, un fugitif du FBI, a été expulsé à la suite des protestations du KGB. « Nous leur avons demandé de l'expulser et ils l'ont fait », a déclaré un responsable américain. « Il n'y avait pas de contrepartie. »
Le directeur du renseignement central, William Webster, a déclaré, dans un discours au National Press Club sur les changements dans les relations entre les États-Unis et l'Europe de l'Est, « Je peux penser à un cas, et je ne citerai pas de nom car il peut être classé, dans lequel un transfuge éminent des États-Unis a finalement été définitivement expulsé d'un pays du bloc qui lui avait fourni confort et refuge. Et cela aurait été contraire aux souhaits du KGB. Nous voyons donc des signes d'indépendance. »